# ひぐらしのなく頃に Tactics
ひぐらしのなく頃に Tactics（ひぐらしのなくころに タクティクス）は、そらゆめ開発・販売の携帯電話向けシミュレーションRPG。2006年12月13日にSoftBank 3G・WILLCOM W-ZERO3の2機種でダウンロード開始。2007年5月7日よりiアプリ版（FOMA・703i/903i～）が追加された。

## 概要
タイトルが示す通り、07th Expansionの同人ゲーム「ひぐらしのなく頃に」を題材にしたシミュレーションRPGである。
プレイヤーはチームを編成し、ステージごとに設定されている勝利条件の達成を目指す。行動は基本的にウェイト制であり、WT（Wait）値が0になったユニットから順に行動する。
武器には耐久度が定められており、耐久度が0になった武器は壊れてしまう。耐久度は通常攻撃で1、ユニット固有のスキル（特技）を使用した場合はより多くの耐久度を消費する（消費耐久度が武器の残り耐久度を上回る場合はスキル使用不可）。

### モード
ゲーム開始時は蝋燭灯し編しか選択不可。
蝋燭灯し編
"ろうそくともしへん"。全5ステージで構成されるキャンペーンモード。ステージクリアごとに策略試し編で使用可能なユニットが追加される。
策略試し編
"さくりゃくだめしへん"。ユニット編成・ステージを選択可能なフリー対戦モード。
奈落堕し編
"ならくおとしへん"。ひたすら下のフロアを目指すトライアルモード。フロア中の敵を全滅させるか10の倍数のフロア（10階・20階・30階…）をクリアしないとユニットの体力が回復しない。

## 登場キャラクター
基本設定はひぐらしのなく頃にの登場人物を参照。
前原 圭一（まえばら けいいち）
専用スキル‥口先の魔術、KOOLモード
竜宮 レナ（りゅうぐう レナ ）
専用スキル‥れなぱん、かぁいいモード
園崎 魅音（そのざき みおん）
専用スキル‥頭首の目
北条 沙都子（ほうじょう さとこ）
専用スキル‥トラップワーク、罠抜け、突き飛ばす
古手 梨花（ふるで りか）
専用スキル‥にぱ～☆、ループ
園崎 詩音（そのざき しおん）
専用スキル‥鬼の血
入江 京介（いりえ きょうすけ）
専用スキル‥応急処置、特効薬、メイドインヘヴン
大石 蔵人（おおいし くらうど）
専用スキル‥燕返し、武器修復
富竹 ジロウ（とみたけ ジロウ ）
専用スキル‥ローアングル
鷹野 三四（たかの みよ）
専用スキル‥C120
知恵 留美子（ちえ るみこ）
専用スキル‥自己回復
赤坂 衛（あかさか まもる）
専用スキル‥徹甲弾、地獄待ち
古手 羽入（ふるで はにゅう）
専用スキル‥神鳴
以下はiアプリ版の追加キャラクターである。
葛西 辰由（かさい たつよし）
専用スキル‥サングラス
北条 悟史（ほうじょう さとし）
専用スキル‥なでなで、むぅ

## ステージ
- 雛見沢村分校
- 古手神社
- 前原屋敷
- ダム建設現場跡地
- 裏山
- 園崎本家